# American Paint Horse Association
L'American Paint Horse Association (APHA) est un registre d'élevage pour le Paint Horse américain. Son siège est actuellement situé à Fort Worth (Texas). Il a été fondé en 1965 par la fusion de divers registres de couleurs enregistrant les chevaux pie de race Quarter Horse. 